# Равва (город)
Рабба, или Равва (великий) (2Цар. 12:26, Втор. 3:11) — библейский город. В первый раз упоминается об этом городе как о месте, в котором хранился железный одр царя Ога. Он был главным аммонитским городом и был расположен в горах Галаадских, недалеко от потока Арнона, и здесь лишился жизни Урия, при осаде этого города Иоавом (2Цар. 11:17). Затем он был взят под предводительством самого Давида (2Цар. 12:29). В означенной цитате он называется: царственным городом (ст. 29). Некоторые пророки изрекали на этот столичный аммонитский город грозный суд Божий за его нечестие, как-то: Иеремия (49:1-3) и Иезекииль (12:20, 25:5). Разрушение города ясно предсказано пр. Амосом и притом в таких выражениях, которые показывают, что это был город некогда очень важный и сильный. «И запалю огонь в стенах Раввы, от лица Господня говорит пророк, и пожрет чертоги её, среди крика в день брани, с вихрем в день бури» (Амос. 1:14).
В настоящее время место, на котором стоял город Равва, известно под именем Амман; оно находится в 22 милях от Иордана, где доселе еще видны огромные развалины со многими замечательными остатками храмов, дворцов, театров, колонн, цистерн и проч., свидетельствующими о древнем богатстве и величии этого города. Вся земля кругом его представляет обширное пастбище, густо усеянное стадами бедуинов, для которых развалины различных древних строений служат готовыми, даровыми хлевами. Так разительно исполнилось пророчество Иезекииля: «Я сделаю Равву стойлом для верблюдов и сынов Аммоновых — пастухами овец, и узнаете что Я Господь» (Иез. 25:5).
По имени одного из Птоломеев, Равва называлась также Филадельфией.
Во времена ранней Церкви город Равва служил кафедрой для епископа и один из епископов оного, по имени Кирион, присутствовал на Никейском соборе в 325 году.